# Rotzahn-Drückerfisch
Der Rotzahn-Drückerfisch (Odonus niger) oder Blauer Drückerfisch ist eine Art der Familie der Drückerfische (Balistidae).
Er lebt im Roten Meer und im Indopazifik von der Küste Ostafrikas bis Südafrika, Japan, Neukaledonien bis zu den Marquesas und den Gesellschaftsinseln in Tiefen von 3 bis 35 Metern. Die Fische leben in lockeren Schwärmen über Korallenriffen in Lagunen und an Außenriffen. Sie werden 50 Zentimeter lang.
Zur Fortpflanzung bilden sich Haremsgruppen aus je einem Männchen und bis zu zehn Weibchen, die alle gemeinsam ablaichen. Die Männchen bewachen den Laich bis zum Schlupf der Fischlarven.
Rotzahn-Drückerfische ernähren sich von Zooplankton, das sie meist im freien Wasser, einige Meter über dem Grund, erbeuten. Daneben fressen sie benthische Wirbellose, wie Schwämme, Mollusken und Krebse.

## Aquarienhaltung
Rotzahn-Drückerfische sind wesentlich friedlicher als andere Arten aus ihrer Familie. Sie können deshalb durchaus in einem sehr großen Meerwasseraquarium gehalten werden. Sie gehen auch nicht an Stein- und Weichkorallen.